# Capra pyrenaica pyrenaica
El bucardo (Capra pyrenaica pyrenaica) es una especie extinta que se consideraba una subespecie de cabra montés. Esta subespecie de cabra montés ibérica estaba en peligro de extinción desde principios del siglo XX, y fue catalogada como «especie en peligro crítico de extinción» (CR) por el Specialist Caprinae Group de la UICN en 1997. El 6 de enero de 2000 se halló muerto el último ejemplar, una hembra, que vivía en España. Estudios moleculares más recientes indican que podría tratarse de una especie distinta, pero aún es objeto de debate y a día de hoy se sigue considerando subespecie de manera oficial.
Después de varios intentos fallidos de revivir la subespecie a través de la clonación, nació un espécimen vivo en julio de 2003, pero murió minutos después. El bucardo sigue siendo el único animal que ha sido traído de la extinción, y también el único que se extinguió dos veces.
Junto con el mueyu, o cabra montés portuguesa (Capra pyrenaica lusitanica), que se extinguió en 1892, es una de las dos subespecies de cabra montés que se han extinguido. Se diferenciaba de las otras subespecies principalmente por su pelo más largo y denso en invierno y la base más gruesa de los cuernos, tanto en machos como en hembras. La cornamenta del bucardo era, asimismo, la más larga de entre las cuatro subespecies de cabra montés que han habitado la península ibérica.
El único registro que hay del peso de una bucarda viva (66 kg) indica que tenía un tamaño mayor que las cabras monteses (30-33 kg, datos provenientes de los animales en cautividad en el Centro de Investigación y Tecnología Agroalimentaria de Aragón).
El cariotipo del bucardo presenta el número de cromosomas característico de la especie Capra pyrenaica (60 cromosomas). Es una subespecie monofilética en origen. Desde el punto de vista filogenético, las poblaciones de bucardo estaban más próximas a las de cabra montés que al Íbice de los Alpes o a la cabra doméstica.Cabe aquí recordar la diferencia en el ADN del bucardo con respecto a otras subespecies lo que le convierte en un animal único. Los últimos ejemplares tenían una marcada reducción de algunos alelos del complejo mayor de histocompatibilidad (CMH) que eran específicos de esta subespecie. Dado que la poca variación en el CMH está asociada a una alta susceptibilidad a las enfermedades infecciosas, es posible que ello haya influido en su supervivencia y reciente extinción.

## Historia y extinción
Esta especie estaba difundida originalmente por ambas vertientes del Pirineo, extendiéndose por el sur hacia las zonas montañosas del País Vasco, Navarra, Huesca, Lérida y Gerona.
Vestigios de que era una pieza de caza común desde la Prehistoria se encuentran ya en las cuevas de la zona, habitadas durante el Paleolítico por los neandertales primero y luego por nuestra propia especie. Con el paso de los siglos desapareció de las zonas más meridionales de su distribución hasta quedar circunscrita al área pirenaica, donde todavía era especialmente abundante durante el siglo XIX.
En la segunda mitad de ese siglo, multitud de cazadores europeos, de Francia y Gran Bretaña, sobre todo, acudieron a la zona en busca de ejemplares que abatir. La rareza de la cabra montés en el mundo (entonces distribuida únicamente por España, sur de Francia y noroeste de Portugal) y el imponente tamaño de la cornamenta de los machos, más gruesa y separada que la del íbice de los Alpes (Capra ibex) multiplicaron su valor y demanda en los círculos cinegéticos. La caza fue tan intensa que hacia el año 1900, la subespecie pirenaica ya se había extinguido en Francia. En 1972 ya sólo quedaba un reducido grupo de menos de 50 individuos en España, demasiado pequeño para sobrevivir a largo plazo. La competición con otros ungulados silvestres y especies domésticas por los recursos alimenticios también pudo contribuir a su extinción.

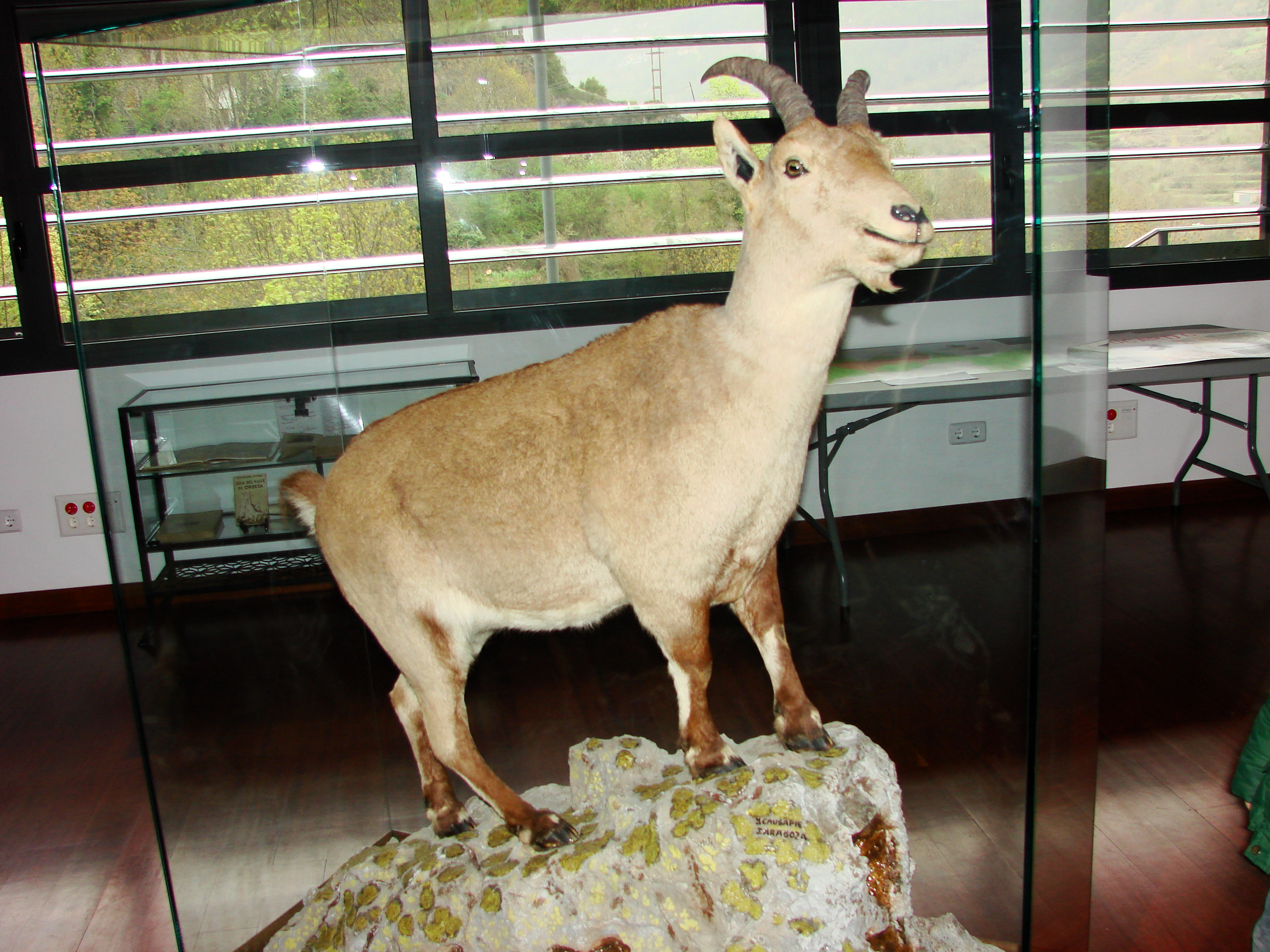
Celia, la última bucardo.

A pesar de ello, la población permaneció estable por encima de la treintena hasta 1981. Sin que se sepa todavía muy bien por qué, los animales disminuyeron rápidamente. En 1999, el último macho murió. La mala fortuna se cebó con la última hembra, "Celia". Murió en enero de 2000, y su cadáver fue encontrado debajo de un árbol caído. Con el fin de que su extraordinario porte no caiga en el olvido, y de que las nuevas generaciones puedan admirar tan magnífico animal, Celia se conserva en el Centro de Visitantes del municipio de Torla-Ordesa para recuerdo de algunos y admiración de muchos más.

## Trabajos realizados para evitar la extinción del bucardo
En 1913, la especie ya iba a ser considerada como extinta, pero se supo que algunos animales habían sobrevivido en la Zona del Parque de Ordesa y Monte Perdido. Una de las primeras medidas dirigidas a la conservación del Bucardo fue la prohibición de su caza en 1913 y la declaración de parque nacional en 1918 de gran parte de los territorios que habitaba. A partir de los años sesenta se tomaron medidas adicionales de protección, como aportar alimentación suplementaria en invierno, que no pudieron frenar la regresión de la población. En 1989, el Gobierno español financió dos estudios: el primero fue «censar la población del bucardo», demostrando que existían 11±4 individuos vivos. El segundo estudio consistió en tratar de multiplicar el número de individuos mediante técnicas de reproducción asistida. Para ello, en las instalaciones del Centro de Investigación y Tecnología Agroalimentaria (CITA) del Gobierno de Aragón se pusieron a punto estas técnicas utilizando cabras de la subespecie de C. pirenaica hispánica, que es la más cercana genéticamente al bucardo y no está en peligro de extinción.
En 1990, se publicó el Decreto por el que se regula el Catálogo Nacional de especies amenazadas, donde aparece el bucardo. En 1993, la UE aprobó un proyecto, el Proyecto LIFE, en colaboración con los gobiernos de Aragón y gobiernos Centrales de España y Francia, para financiar un Plan de recuperación del bucardo, con asesoría internacional. Los principales objetivos de este plan fueron: 1) Capturar y mantener en cautividad toda la población de bucardos vivos, 2) Intentar su reproducción en cautividad, 3) Reintroducir los animales nacidos, 4) Proteger el hábitat del bucardo, 5) Campaña de divulgación y sensibilización.
Paralelamente, se realizaron otras actuaciones como encuestas epidemiológicas de las especies de ungulados silvestres y domésticos que comparten el hábitat del bucardo, y seguimiento de los individuos por personal técnico especializado.

### Intentos de hibridación
Entre 1990 y 1995 se liberaron machos vasectomizados y provistos de radiotransmisor de C. pyrenaica hispánica procedentes del CITA a la zona del hábitat del Bucardo, con el fin de que se mezclasen con la población de bucardas y facilitar su seguimiento. En todos los casos, estos animales no llegaron a adaptarse y sobrevivieron poco tiempo. En 1996 se liberaron dos machos enteros, equipados con radiotransmisor, con el fin de intentar la hibridación. Se les dio alimentación complementaria y sobrevivieron dos años. Se pudo comprobar que alguna bucarda quedó gestante midiendo los niveles de estrógenos totales en sus heces recogidas en campo, pero no se observó ningún parto ni ninguna cría.

## Clonación del bucardo
En el año 1999 solo quedaba un único ejemplar. Dado que la hibridación natural fracasó, se optó por capturar la última bucarda viva y obtener células de la piel, que fueron cultivadas en dos laboratorios diferentes (CITA de Aragón y CIEMAT, Madrid) y conservadas en nitrógeno líquido, con vistas a intentar su clonación en el futuro. El animal fue liberado después de la biopsia. Fue encontrada muerta en enero del año 2000. El Gobierno de Aragón mantuvo conversaciones con la compañía ACT (Advanced Cells Technology) para intentar la clonación, ya que esta compañía había conseguido el nacimiento de un gaur (Bos gaurus) transfiriendo un embrión de gaur clonado a una vaca doméstica. No se llegó a firmar un acuerdo, pero ACT apoyó el proyecto.
En 2001, el Instituto Nacional de Investigaciones Agraria y Agroalimentaria (INIA) financió un proyecto para poner a punto la tecnología necesaria para realizar la clonación en la cabra doméstica y aplicar dicha tecnología a la recuperación del Bucardo. El proyecto se desarrolló en el CITA de Aragón con la colaboración de investigadores de INIA y el Institut national de la recherche agronomique (INRA) de Francia. Los análisis genéticos se realizaron en la Universidad Autónoma de Barcelona (UAB). El seguimiento de la gestación se realizó en colaboración con la Universidad de Lieja.

### Planteamiento experimental
El fundamento de la clonación reside en lograr la reprogramación completa del genoma de una célula somática diploide, más o menos diferenciada (carioplasto), de modo que tras su fusión con un oocito maduro, previamente enucleado (citoplasto), se produzca un embrión viable. Hay muchos factores que condicionan el  éxito de este proceso, siendo fases limitantes del mismo: la coordinación entre el ciclo del carioplasto y el del citoplasto, el método de fusión entre ambos, la activación del embrión reconstruido, el cultivo in vitro de los embriones resultantes, su transferencia, la gestación y parto.
1. Generación de carioplastos: Los carioplastos se obtuvieron a partir de biopsias de piel de bucardo (fibroblastos).
2. Producción de citoplastos: Al no disponer de oocitos de bucarda (Capra pyrenaica pyrenaica), se utilizaron los de cabras domésticas (Capra hircus) adultas superovuladas que se recuperaron quirúrgicamente del oviducto tras la ovulación (maduración in vivo). Se realizó por tanto una «clonación interespecífica», ya que carioplasto y citoplasto pertenecían a especies diferentes.
3. Transferencia nuclear: Cada oocito fue enucleado y a continuación se insertó un fibroblasto en el espacio perivitelino (bajo la zona pelúcida). Los conjuntos citoplasto-carioplasto se fusionaron mediante dos pulsos eléctricos, dando como resultado embriones reconstituidos (clónicos) de bucarda.

### Transferencia de embriones clonados
Normalmente los embriones clónicos se transfieren a hembras receptoras de la misma especie para su gestación. En el caso del  bucardo, dada la inexistencia de individuos de su misma subespecie, los embriones clónicos se transfirieron a la subespecie de cabra montés más próxima desde el punto de vista genético, es decir, a C. pyrenaica hispanica, o a cabras cruzadas (F1; híbridas de montés x doméstica) como receptoras de embriones.

### Resultados
Se hicieron dos series de experimentos. En la primera serie, se transfirieron 54 embriones clonados a 13 receptoras, obteniéndose 2 gestaciones que se perdieron en estadio temprano (45 días de gestación). En la segunda serie, se transfirieron 154 embriones a 44 receptoras, obteniéndose cinco gestaciones, una de las cuales llegó a término. La hembra gestante era una cabra híbrida. El nacimiento se produjo por cesárea el 30 de julio de 2003. El cabrito nació vivo pero falleció unos minutos más tarde por problemas respiratorios. El cabrito clonado era genéticamente idéntico a la bucarda.
Este fue el primer nacimiento vivo en el mundo de una subespecie extinguida. Estos trabajos han demostrado dos cosas importantes: 1) que las células de bucardo que se guardan congeladas están vivas y que pueden ser utilizadas para su clonación; 2) Que la técnica empleada consistente en utilizar oocitos de cabra doméstica como citoplastos y cabras híbridas (Cabra montés x Cabra doméstica) como receptoras es adecuada para clonar el bucardo cuando se crea oportuno.

### Voces a favor y en contra de la clonación
Dentro del sector científico, de manera general se consideran de gran interés los trabajos de clonación del bucardo así como la experiencia derivada de ellos sobre la clonación interespecífica. La revista Theriogenology otorgó un reconocimiento al trabajo publicado por Folch y col. (2009), como uno de los trabajos más consultados en este año. La clonación es una vía poco efectiva para la preservación de especies y solo debe utilizarse cuando han fallado los otros métodos reproductivos. No obstante, en casos como el bucardo, la clonación es la única posibilidad para evitar la completa desaparición. En los últimos años se ha avanzado mucho en los conocimientos tanto de los mecanismos celulares que intervienen en la técnica de clonación como de la fisiología de los animales. Los trabajos realizados con el bucardo animan a conservar tejidos y células de  las especies en peligro ya que podrían ser necesarios en el futuro para aplicar planes de recuperación basados en la clonación.
Por el contrario, un sector cercano al naturalismo, ecología, científicos y biólogos, considera inviable en el momento actual crear una población de bucardo que pueda sobrevivir en plena naturaleza alegando que, aunque nacieran hembras de bucarda, no existirían machos para cruzar con ellas. En 2005, se modificó el Catálogo de Especies Amenazadas de Aragón y entre otras novedades, se creó la categoría de especie «extinta» para incluir el bucardo. No obstante, esta catalogación conllevaba la necesidad de redactar un plan de reintroducción de la especie «siempre que las condiciones técnicas, científicas y sociales lo permitan». Una solución para su recuperación, sería cruzar sucesivamente los clones de bucarda con machos de C. pyrenaica hispánica (Introgresión por retrocruzamiento). Esta técnica ha tenido éxito en razas de varias especies domésticas pero no se ha aplicado a animales salvajes. Además, las investigaciones están avanzando muy rápidamente en la técnica de sustituir el cromosoma X por un cromosoma Y de otra subespecie, habiéndose patentado dichos procedimientos.
En el futuro, también se podrían clonar otros bucardos (tanto machos como hembras) a partir de la reconstrucción del ADN obtenido de restos fósiles o de muestras obtenidas de ejemplares de bucardo que se hallan conservados en museos.

## Proyecto de reintroducción la cabra montés hispánica en el parque nacional de Aigüestortes
Existen intereses económicos y cinegéticos para la introducción de la subespecie C. pyrenaica hispanica en zonas pirenaicas donde vivía el bucardo. La idoneidad se basa en que la cabra montés está ligada a la roca y el agua, necesita sotobosque y estar en un área protegida. Sin embargo, como hemos indicado anteriormente, en estudios previos se trasladaron animales de la subespecie C. pyrenaica hispanica a zonas pirenaicas de alta montaña y sobrevivieron durante poco tiempo, demostrando una falta de adaptación a estas condiciones. 
El estudio es transfronterizo y los más interesados en la reintroducción son Francia (que presiona desde que perdió el bucardo) y en España, Navarra, mientras que Aragón es la más reacia. Cataluña, donde se halla el hábitat idóneo de Aigüestortes, no se opone a la reintroducción pero considera que antes debe solucionarse un problema: la superpoblación de muflón y gamo en la zona. Otros enclaves que se han barajado como posible lugar de reintroducción son el Montsec y el Valle de Arán. El estudio se inició en octubre y se abordó en una reciente reunión transfronteriza en Tolosa (Francia), donde también se propuso reintroducir más osos en el Pirineo. Ya en el Congreso Francés de la Naturaleza de abril de 2012 del UICN se aceptaron doce mociones entre las que estaba la de la reintroducción de la cabra montés ibérica en el Pirineo.
Algunas personas esperan que con la introducción de la cabra montés ibérica de la subespecie "hispánica" se rellenará ese hueco que dejó el bucardo tras su extinción, tanto en la historia y cultura de las gentes del Pirineo, como para su labor biológica perdida dentro del ecosistema. En los pueblos a uno y otro lado de la frontera creen que esta iniciativa puede ser otro motor para la impulsión del turismo ecológico en algunas zonas del Pirineo. Sin embargo, otros consideran que esta decisión no debe tomarse todavía, ya que los avances tecnológicos auguran la posible recuperación del bucardo.
Este argumento debe ser desechado, al no admitirse el régimen subespecífico del bucardo y resultar el material biológico (ADN de los bucardos muertos recuperados) inapropiado por el cruce y endogamia que, al menos, desde el siglo XVII se venía produciendo en Ordesa, Gabarnie y Monte Perdido como atestiguan las fuentes, patologías y la morfología de las cabras muertas y cazadas desde ese siglo. 
Debe recordarse que existen y han existido siempre cabras monteses en los puertos de Tortosa-Beceite, apenas 100 km del Pirineo. Igualmente la cabra montés es polivalente, habitando tanto roquedos como pinares o bancales abandonados, por lo que no existe impedimento biofísico para su restablecimiento pirenaico.
Mientras tanto, desde el año 2014 se está reintroduciendo en los Pirineos, concretamente en el Ariège y en el parque nacional de los Pirineos franceses, a partir de individuos de la raza cabra montés occidental, procedentes de la sierra de Guadarrama.